# McConnell Air Force Base

i7
i11
i13
Die McConnell Air Force Base (IATA-Code: IAB, ICAO-Code: KIAB) ist ein Militärflugplatz der United States Air Force und der Standort der 22. Luftbetankungseinheit des Air Mobility Command, der 931. Luftbetankungsgruppe des Air Force Reserve Command und der 184. Aufklärungseinheit der Kansas Air National Guard. Der Flugplatz liegt rund 15 Kilometer südöstlich von Wichita, Kansas. Der United States Census 2020 ergab für den McDonnell AFB CDP 1.636 Einwohner.

## Geschichte

### Vor dem Zweiten Weltkrieg

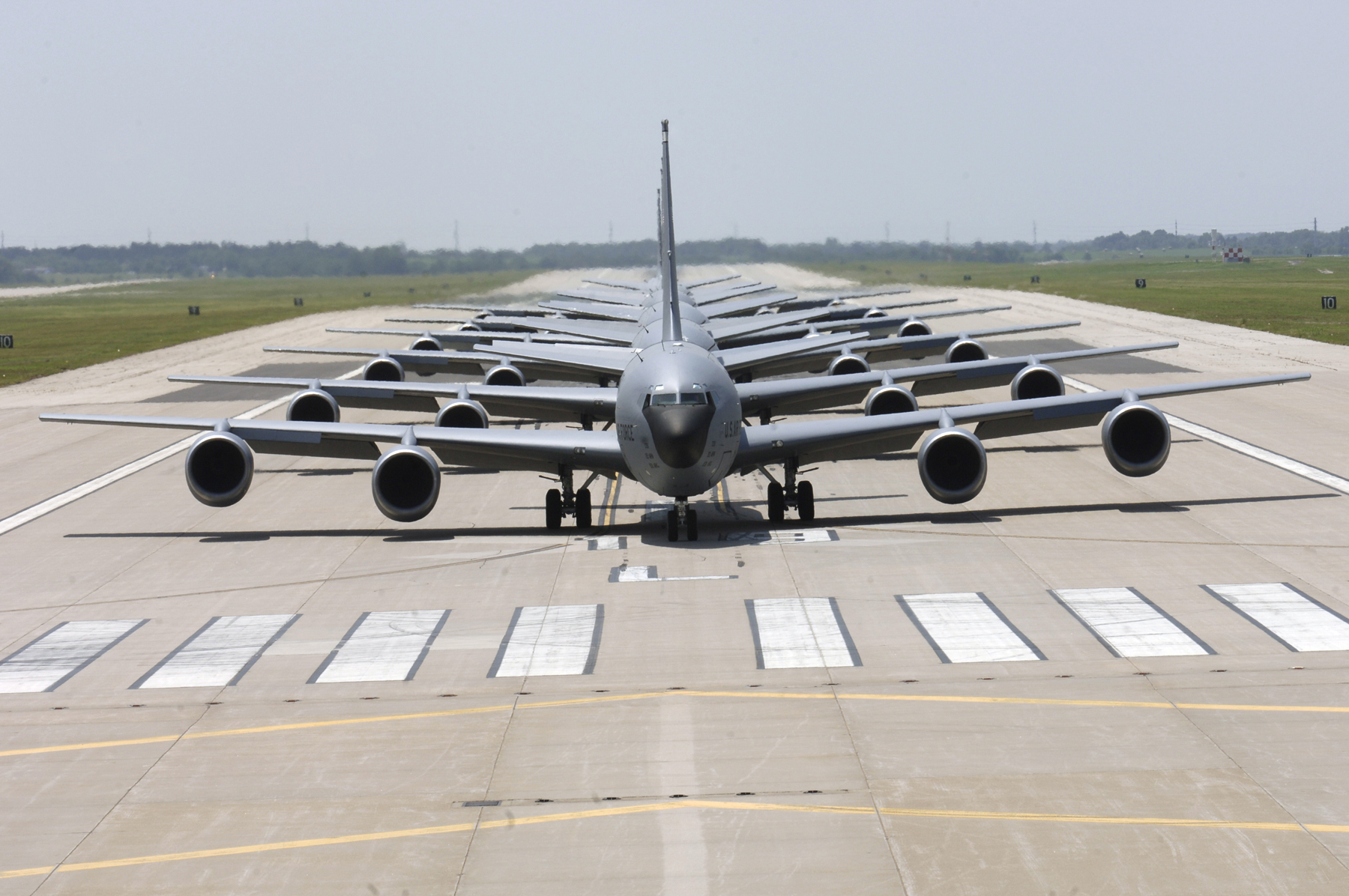
Boeing KC-135 Stratotanker, stationiert auf der Air Base

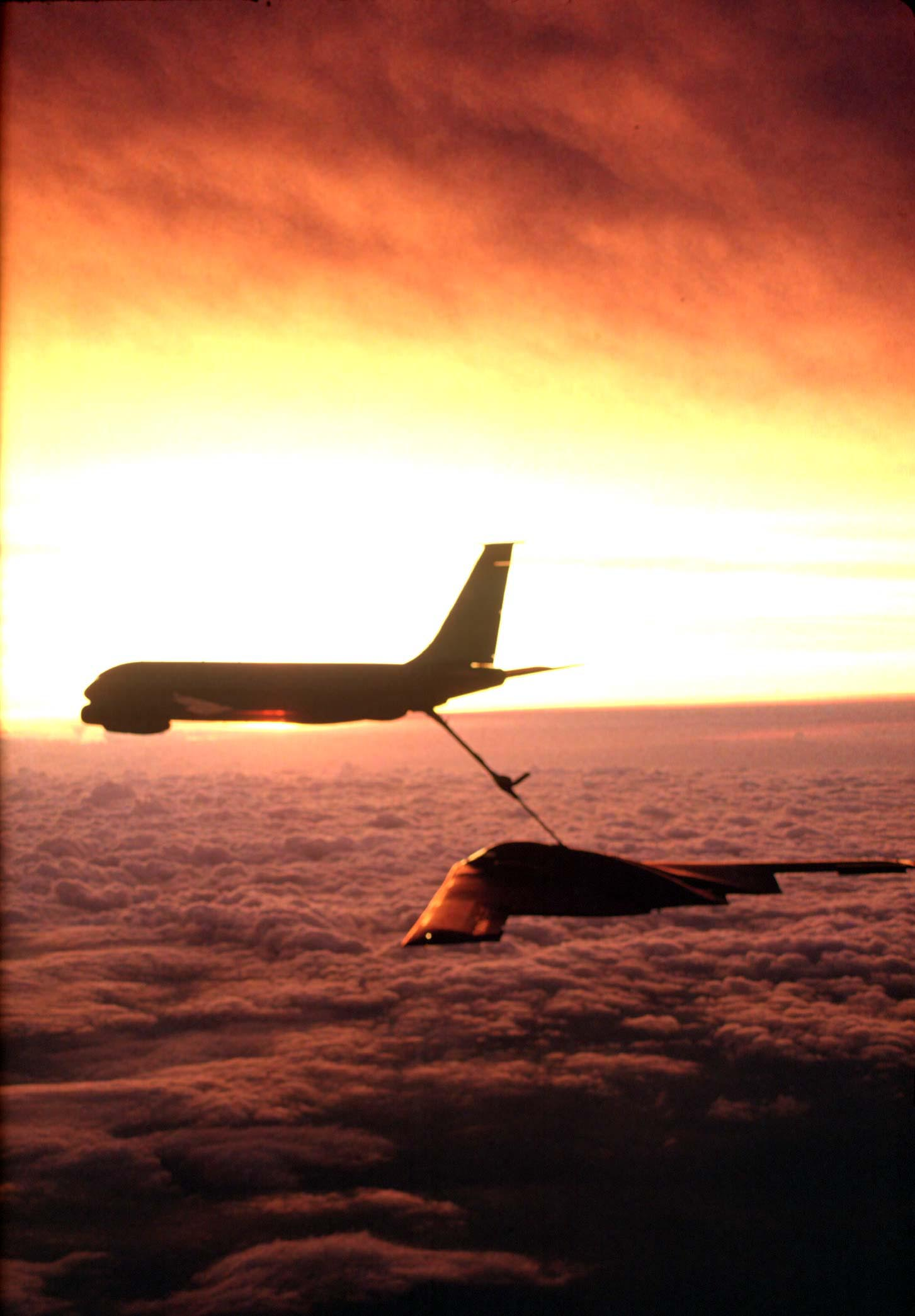
Eine KC-135 Stratotanker betankt eine B-2 Spirit

Die Geschichte des Flughafens begann im Oktober 1924, als in Wichita ein nationaler Luftfahrtkongress mit über 100.000 Besuchern stattfand. Die Stadtplaner nutzten dieses Ereignis, um für die Bereitstellung von Geldmitteln für einen örtlichen Flughafen zu werben. Am 28. Juni 1929 wurde der Grundstein gelegt.

### Im Zweiten Weltkrieg
Im August 1941 wurde das 127. Überwachungsgeschwader der Kansas National Guard gegründet und als erste militärische Einheit auf dem Flughafen von Wichita stationiert. Die Ausrüstung der Einheit bestand aus einer North American T-6 BC-1A, einer Douglas C-47 und vier Stinson L-1. Am 6. Oktober 1941 wurde die Einheit in erweiterte Bereitschaft versetzt und blieb bis zum 6. Oktober 1945 ein integraler Bestandteil des United States Army Air Corps.
Während des Zweiten Weltkriegs teilte sich der Flughafen eine Start- und Landebahn mit der Boeingfabrik, in der die B-17 Flying Fortress und die B-29 Superfortress hergestellt wurde. 1942 übernahm daher das Air Force Materiel Command die Kontrolle über den Flughafen, um die fertigen Maschinen abzunehmen und den Transfer zu anderen Stützpunkten zu koordinieren. Am 11. Oktober 1946 wurde das letzte Militärpersonal abgezogen und die Kontrolle über den Flughafen an die Zivilbehörde zurückgegeben.

### Seit dem Zweiten Weltkrieg
Während der 1950er Jahre war die Boeing B-47 Stratojet der hauptsächlich eingesetzte mittlere Bomber des Strategic Air Command. Am 3. September 1948 wurde die erste Maschine dieses Typs in Auftrag gegeben. Obwohl die Boeingfabrik in Wichita bereits am Ende des Zweiten Weltkriegs geschlossen worden war, entschied man, diesen Bombertyp dort zu bauen, da die Fabrik in Seattle mit der Produktion der KC-97 und der B-50 Superfortress sowie dem Umbau ausgemusterter B-29 zu Luftbetankungsflugzeugen bereits ausgelastet war.
Im Sommer 1950 konnte Boeing die ersten Maschinen des Typs B-47 ausliefern und die Air Force beantragte eine permanente Umwidmung des Flughafens in eine militärische Einrichtung. Es wurden öffentliche Anhörungen angesetzt und der Stadt Wichita 9,4 Mio. US-$ für den Bau eines neuen Zivilflughafens – heute der Wichita Dwight D. Eisenhower National Airport – in Aussicht gestellt.
Am 31. Mai 1951 übernahm die Air Force den Flughafen und am 4. Juni desselben Jahres wurde die 3520. Trainingseinheit für Kampfbesatzungen des Air Training Command dort eingerichtet.
Der Flughafen wurde am 15. Mai 1953 in Wichita Air Force Base umbenannt und bekam kurze Zeit später den Namen McConnell Air Force Base zu Ehren von Fred und Thomas McConnell. Die Brüder waren Air Force Piloten und Veteranen des Zweiten Weltkriegs. Fred starb bei einem zivilen Flugzeugabsturz im Jahr 1945 und Thomas wurde bei einem Bombenangriff auf Bougainville im Südpazifik getötet.
Während der 1950er Jahre wurde die Basis von Trainingseinheiten genutzt.
Am 1. März 1962 stellte das Strategic Air Command die 381. strategische Raketeneinheit auf. Da diese den Flughafen als Stützpunkt nutzte, wurden 18 Raketensilos, bestückt mit Titan II ICBMs, ringförmig in einem Abstand zwischen 20 und 80 Kilometern um den Flughafen herum errichtet. Diese Abschreckungsmaßnahmen bestimmten die Aktivitäten auf der Basis bis 1986 als die 381. Einheit aufgelöst wurde. Die Ausmusterung der Raketen wurde bereits im Juli 1982 begonnen und im Juni 1987 beendet. Zwischen 1962 und 1972 war die Basis auch die Heimat verschiedener taktischer Einheiten.
Seit 1971 wurden verschiedene Luftbetankungseinheiten auf der McConnell Air Base stationiert. Zu diesem Zweck wird die Anlage auch heute noch genutzt.